# ルベルM1886小銃
ルベルM1886小銃（Lebel Model 1886 rifle）は、1886年1月23日に制式化され、1887年から1940年まで使用されたフランスの軍用ライフル銃である。

## 概要
世界で初めてB火薬と呼ばれる無煙火薬の使用を前提として新規開発された8mm×50R ルベル弾を使用する銃として開発された。この弾薬を短期間に実用化するため、薬莢は既存の11mm×59R グラース弾のものにテーパーを追加し、ネックダウンしたものであった。この銃が与えた影響は大きく、すぐに世界中で同様の無煙火薬を使用する銃が開発されることになり、黒色火薬を使用する銃を一気に旧式化させた。
前身であったグラース銃 (M1874) が単発銃であったのに対して、ルベルM1886小銃は当初銃身と平行して8発の弾薬を装填できる管状弾倉（チューブ型弾倉）を装備した。この方式の弾倉は数多くの弾薬を装填できる反面、弾頭が前の実包の銃用雷管を突いて弾倉内で誘爆する事故を防ぐために、弾頭の先端を丸くするか、平たくする必要があった。引き金の右上にカットオフレバーがあり、これを操作すると弾倉からの給弾機構を停止することができた。これにより、弾薬を毎回手で薬室へ挿入する単発と、弾倉を使った連発とを選択できた。
同時期にルベルM1886小銃を参考に開発された二十二年式村田連発銃も同じ轍を踏み、程なくして有坂銃系列の三十年式歩兵銃に置き換えられて極めて短期間のうちに姿を消していったのに対して、ルベルM1886小銃は8mm×50R ルベル弾の弾頭を尖頭型に変更したBalle D弾に変更して命中精度を確保することになった。このBalle D弾は雷管がやや深めに埋め込まれ、雷管カバーが肉厚になった。さらに前述の通り、薬莢のリムとネックの間に角度が異なる二段階のテーパーが設けられ、加えて薬莢底部の雷管の周囲に環形の溝が刻まれるという、製造に手間がかかったものであった。8mm×50R ルベル弾は強くテーパーがかかった形状のため、固定弾倉へ挿入する際に弾丸の先端が頭を下げた姿勢となり、ここが一発前に装填された弾薬の薬莢底部溝にはまることで、雷管を誤って突くことなく固定された。今日市販されている尖頭弾頭の8mm×50R ルベル弾にはこのような安全対策が施されていないため、同銃に複数発装填することは推奨されない。
このような対策を施した結果、ルベルM1886小銃の命中精度は改善され、箱形弾倉に改良された後継のベルティエ小銃が登場した後の第一次世界大戦でもフランス軍の主力小銃であり続け、遅くは1930年代まで使用されることとなった。

## 登場作品

### 映画
『パピヨン』
『ハムナプトラ/失われた砂漠の都』
フランス外人部隊が使用
『レジョネア 戦場の狼たち』
フランス外人部隊の兵士たちが使用。

### ゲーム
『バトルフィールド1』
　『CRSED：F.O.A.D.』

### アニメ
『終末なにしてますか? 忙しいですか? 救ってもらっていいですか?』
護翼軍兵士が使用。
『幼女戦記』
フランソワ共和国軍の兵士達が使用。